# Saint Javelin

Ilustración de Saint Javelin

Saint Javelin es un meme popularizado tras la invasión rusa de Ucrania. El meme está compuesto por el icono de un santo sosteniendo un FGM-148 Javelin, un arma antitanque que ha ganado  relevancia tras su uso como arma de defensiva por parte del ejército ucraniano contra las fuerzas rusas. El meme fue creado por el periodista canadiense, Christian Borys, poco después del comienzo de la invasión rusa de Ucrania en 2022 y se popularizó como una de las primeros símbolos de la resistencia contra la agresión rusa. El meme fue utilizado para levantar la moral pública en Ucrania y occidente. Además, ha sido utilizado para diferentes productos comerciales. Se estima que la comercialización de Saint Javelin ha generado más de un millón de dólares en recaudación. Dichos fondos han sido utilizados para financiar a organizaciones benéficas humanitarias que ayudan a Ucrania .
El meme fue creado por el periodista ucraniano-canadiense Christian Borys. La idea inicial contemplaba su reproducción en calcomanías. Su objetivo sería recaudar fondos para posteriormente donarlos cuyas a las acciones humanitarias en Ucrania. El meme Saint Javelin se volvió viral en línea como símbolo de resistencia contra la invasión rusa de Ucrania.

## El Meme
El meme está compuesto por la imagen de la Virgen María acunando un lanzacohetes, en lugar de al niño Jesús. También se ha relacionado la imagen, de forma errónea, con una representación de María Magdalena o Santa Olga de Kiev.
La Virgen María, tal como se muestra en la campaña original, está representada en un estilo de icono ortodoxo tradicional. El humor del meme se encuentra en la yuxtaposición de María, Madre de Jesús, y un arma antitanque moderna, en lugar del niño.
El arma que se muestra es un arma antitanque FGM-148 Javelin de fabricación estadounidense. Dicho equipo ha sido donado y vendido en grandes cantidades a Ucrania. Su utilización contra los vehículos blindados rusos, supuso una de las principales defensas al comienzo de la invasión a gran escala de Rusia contra Ucrania. Por este motivo, el arma se convirtió rápidamente en un símbolo de la resistencia entre la población ucraniana. 
Generalmente, en el arte reciente, La Virgen y otras figuras tradicionales se han representado de manera similar, sosteniendo elementos modernos que contrastan con la representación tradicional de figuras religiosas, como zapatillas deportivas, AK-47 chapados en oro, etc.

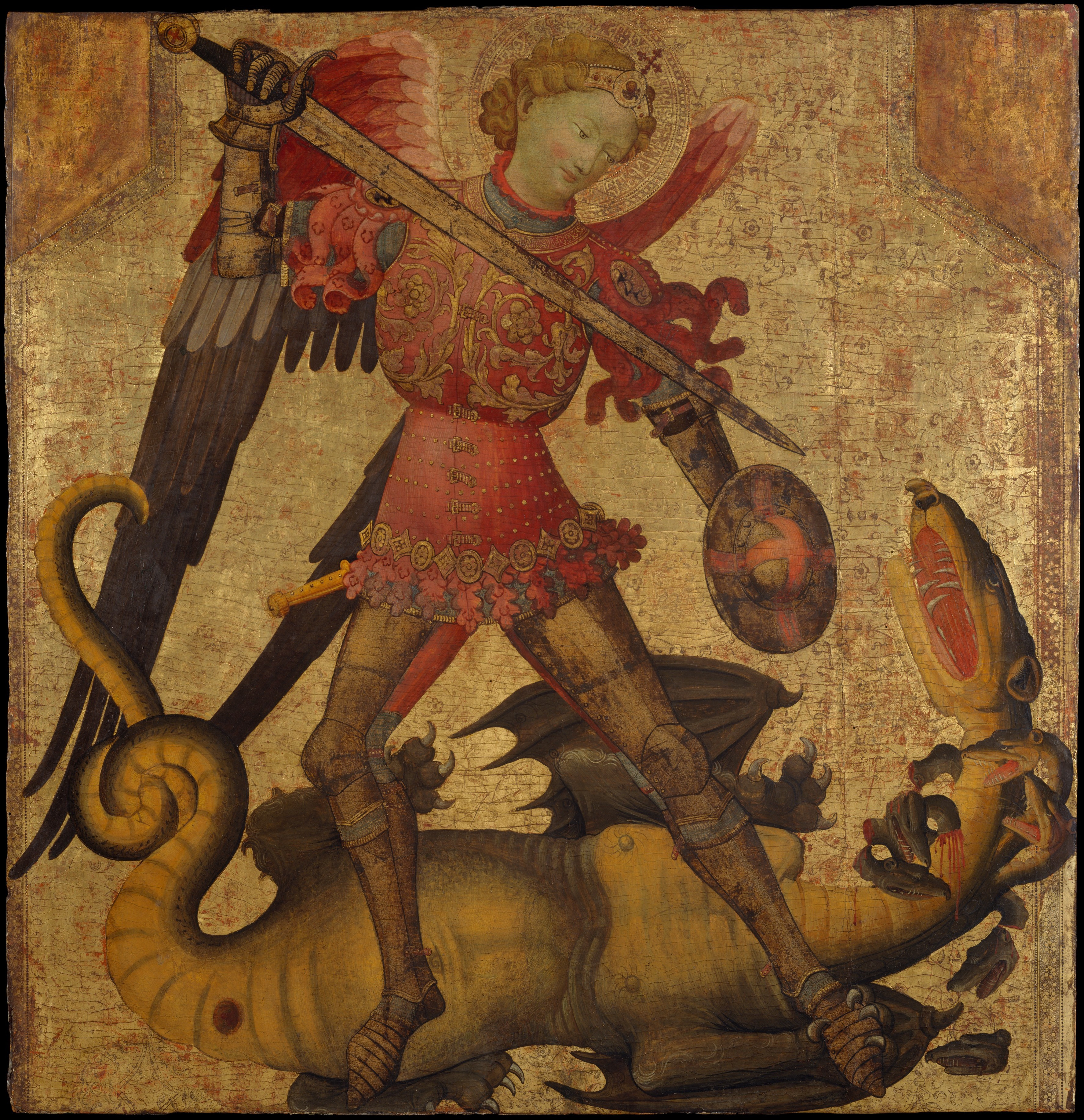
San Miguel representado con una espada

## Críticas
La crítica de Saint Javelin se centra en gran medida en un debate sobre su presunta iconoclasta . El Concilio de Iglesias condenó el uso de una figura santa parecida a una Virgen con armas de guerra modernas, catalogando dicha imagen, como blasfema.
A pesar de la importante tradición cristiana ortodoxa y el peso de dicha iglesia en el país eslavo, esta imagen se ha popularizado dentro de Ucrania como un símbolo de "resistencia". En Kiev,  por ejemplo, el grupo artístico Kailas-V pintó un gran mural de San Javelin en el costado de un edificio residencial. Dicho mural no solo causó polémica a nivel religioso; pocas semanas después de ser pintado, su halo azul y sus dos tridentes estilizados amarillos (Tryzub) fueron eliminados de la obra. Los muralistas  acusaron al alcalde de Kiev , Vitali Klitschko, de ordenar que se censurar esta parte de la obra y acusaron al ayuntamiento de Kiev de vandalizar la obra.
Los defensores de la imagen de San Javelin argumentan, que los íconos religiosos a menudo son representados portando armas. Un famoso ejemplo es la imagen de San Miguel, normalmente representa con una espada.
Christian Borys ha rebatido las críticas a Saint Javelin argumentando el valor moral y simbólico que dicho meme ha adquirido entre la población de Ucrania. Además, Borys recuerda que existe una larga historia de uso de íconos religiosos como fuente de apoyo moran en tiempos de guerra.